# Magasin Marjolaine
“Marjolaine” es una tienda Art Nouveau geométrica construida en Bruselas por el arquitecto Léon Sneyers.
La tienda “Marjolaine” se encuentra en Bruselas, en el número 7 de la rue de la Madeleine, a pocos pasos de la Grand Place de Bruselas .

## Historia
En 1904 Léon Sneyers edificó este magnífico escaparate comercial, cuyas vidrieras fueron restauradas en 1996 por Jean-Marc Gdalewitch.

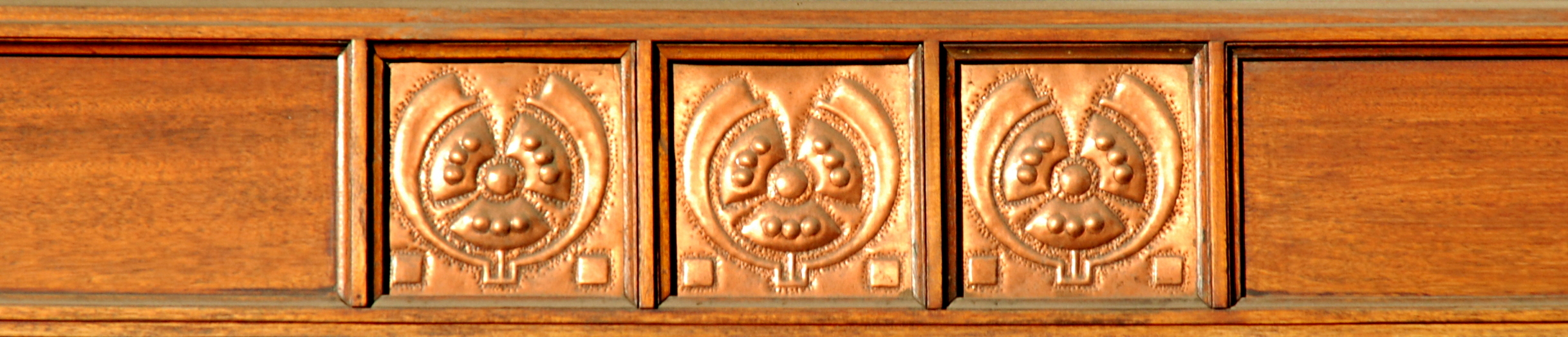

## Arquitectura
Es uno de los pocos escaparates comerciales de estilo Art Nouveau que quedan en Bruselas, junto con la " tienda de camisas Niguet " creada por Paul Hankar en 1896, la taberna-restaurante Falstaff diseñada por E. Houbion en 1903 y la de Paul Hamesse. 
Su frente de madera, integrado en una banal fachada neoclásica, forma parte del Art Nouveau geométrico, una tendencia iniciada por Paul Hankar, el maestro de Léon Sneyers.
El escaparate adopta una composición bipartita: la puerta de entrada y la ventana están conectadas por una magnífica vidriera de estilo geométrico Art Nouveau que combina varios motivos circulares.
Está rematado por un friso de flores muy estilizadas y una cornisa de madera que muestra el nombre de la tienda en letras inspiradas en el diseño de la Secesión vienesa. Esta cornisa está sostenida por dos ménsulas de madera parcialmente caladas.
El frente de la tienda descansa sobre una pequeña base de piedra azul que lleva la firma del arquitecto y el año en que se construyó la tienda.

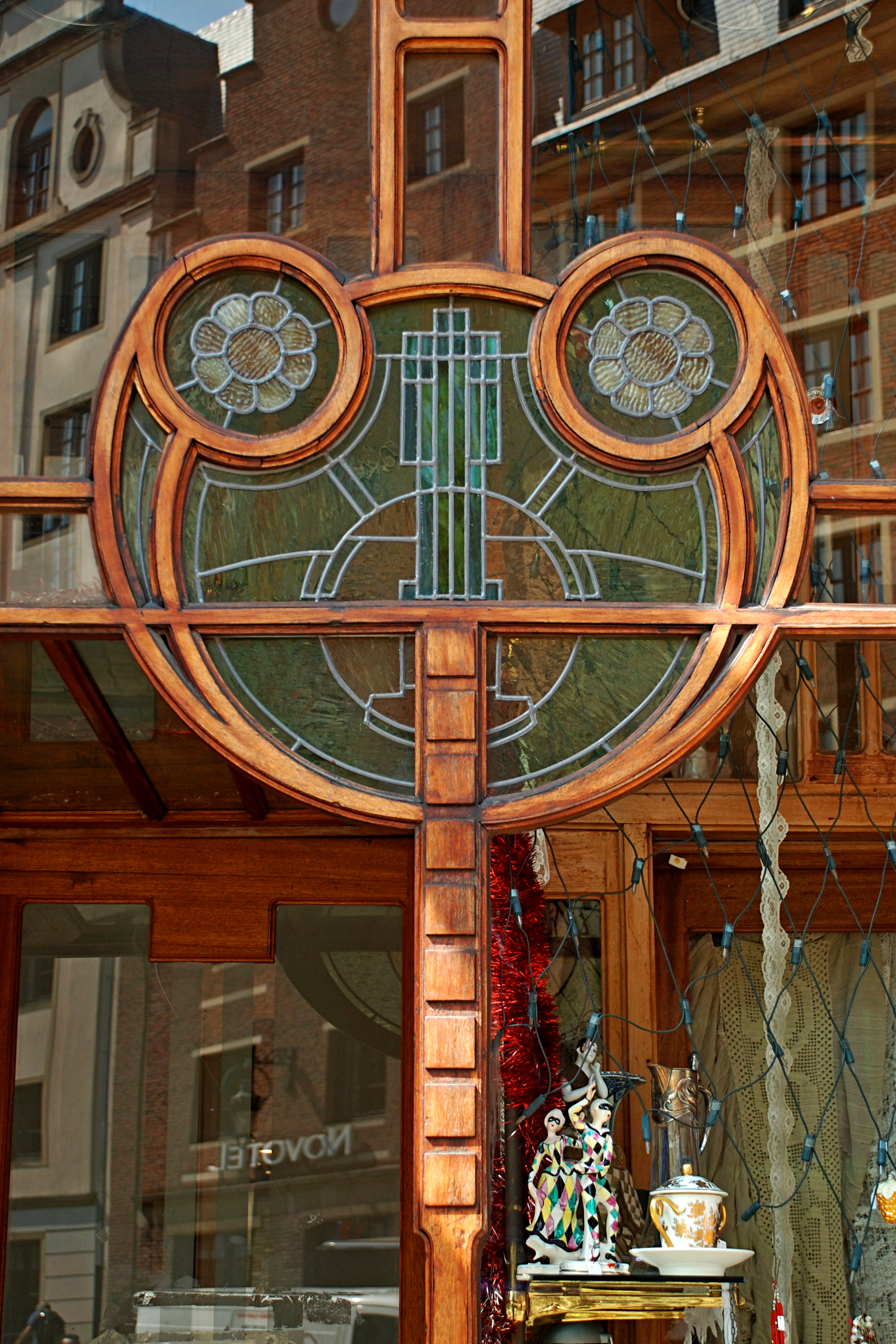
Vitral.
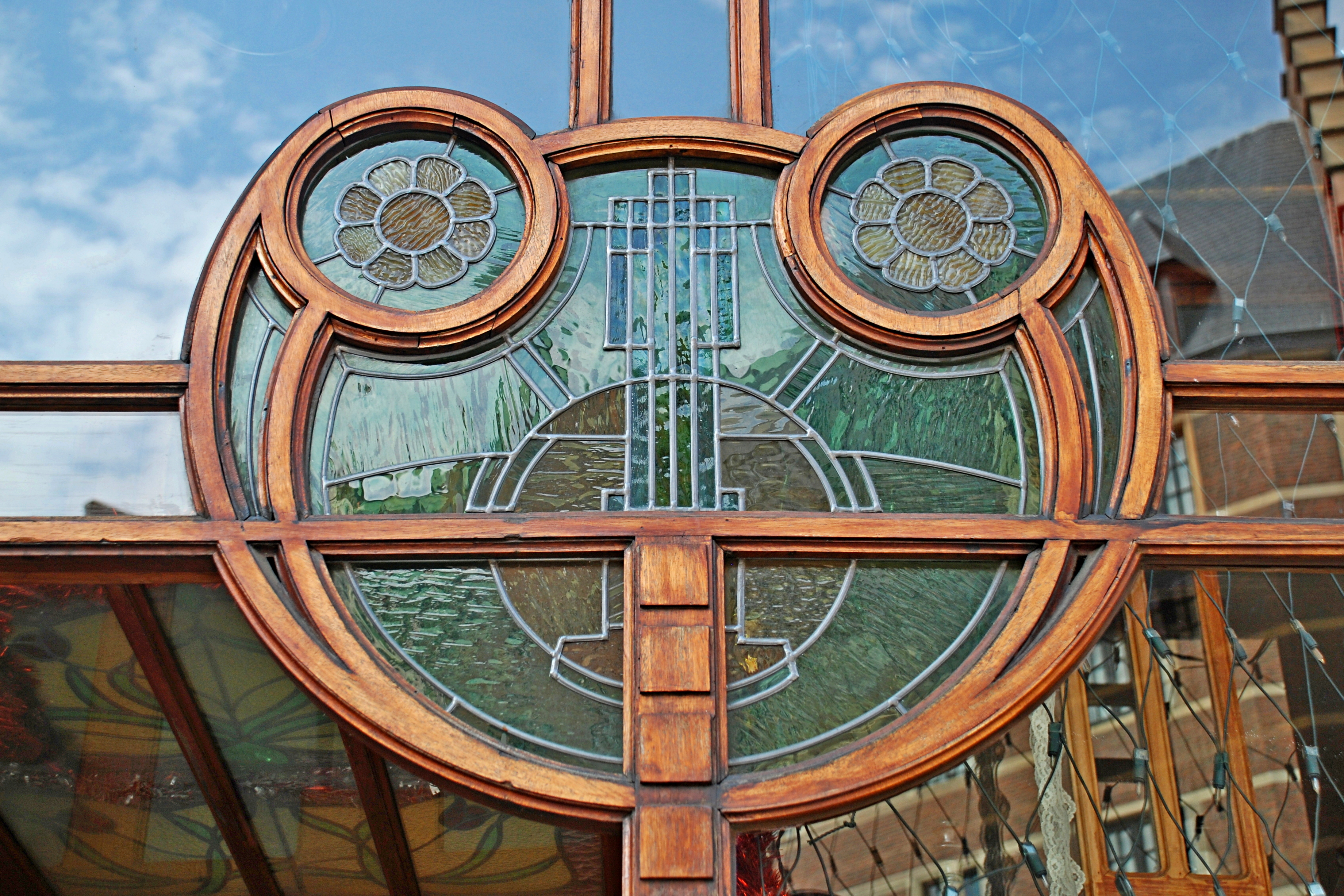
Combinación de patrones circulares.
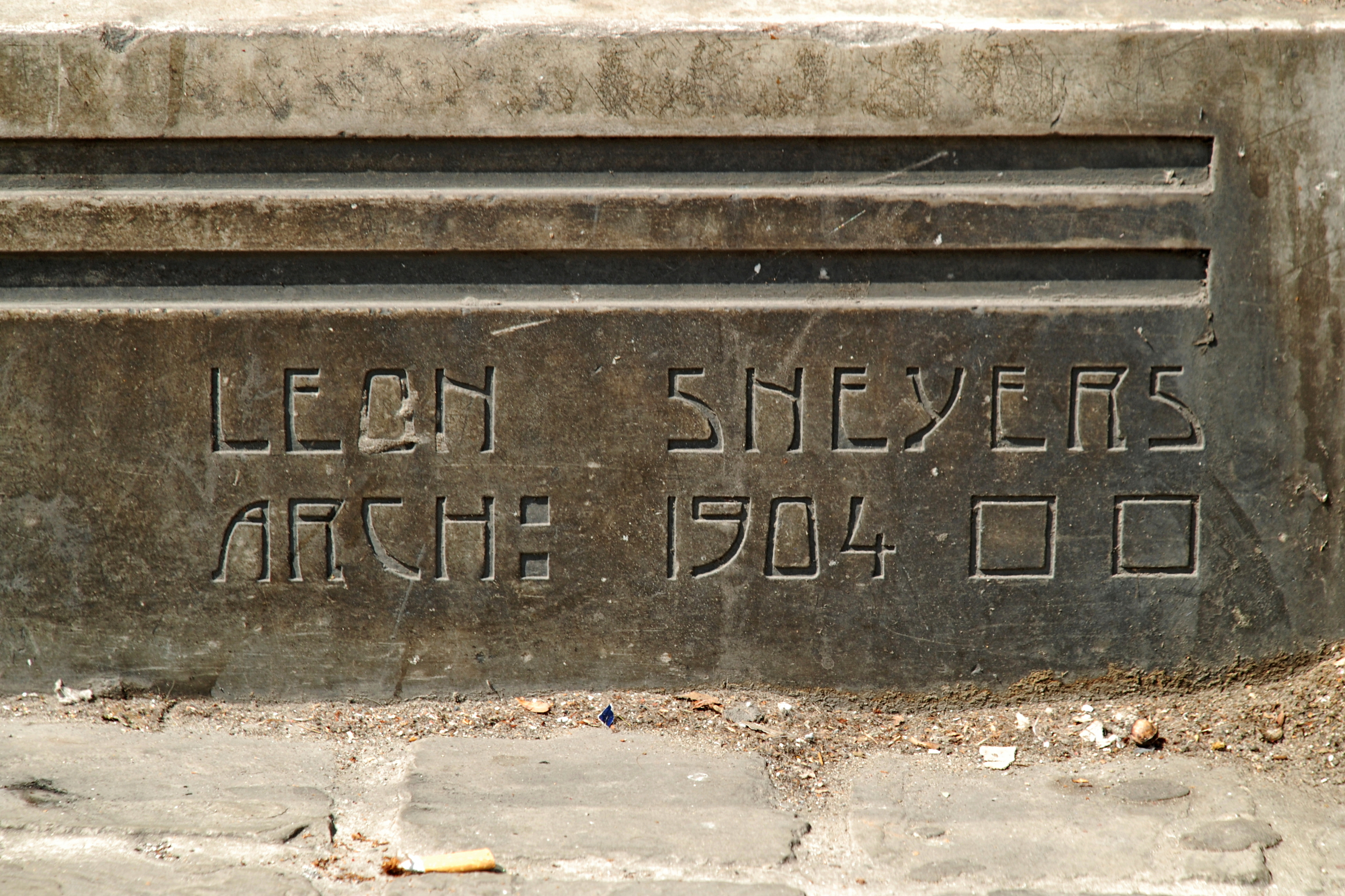
Firma de León Sneyers.

## Artículos relacionados
- Art Nouveau en Bruselas
- Art Nouveau en Bélgica

- Datos: Q3276551
- Multimedia: Magasin la Marjolaine / Q3276551